# Petronas FP1
La Petronas FP1 è una motocicletta prodotta nel 2003 dalla Petronas.
Posta in vendita al pubblico, venne creata principalmente per prendere parte al campionato mondiale Superbike.

## Storia
La motocicletta fu originariamente sviluppata dalla Petronas insieme alla Sauber Petronas Engineering come Petronas GP1, prototipo con motore da 989 cm³ e telaio Harris che avrebbe dovuto competere in MotoGP e che era stato presentato in occasione del GP del Giappone e della Malesia 2001. La Petronas in seguito decise invece di correre nel Campionato mondiale Superbike, e affidò lo sviluppo di un nuovo motore, questa volta da 899.5 cm³, alla Suter, mentre anche il resto della moto venne progettato ripartendo da zero. Per andare incontro ai requisiti per l'iscrizione della moto nel campionato, oltre alla modifica del motore, l'azienda malaysiana dovette far produrre 150 esemplari stradali per l'omologazione della FIM. Le prime 75 unità vennero costruite dalla MSX International in Inghilterra entro il gennaio 2003, per superare l'ispezione e ricevere l'omologazione per correre in quell'anno. Le rimanenti 75 unità furono assemblate in Malaysia dal costruttore locale di motociclette, la Modenas, fino a luglio.
La Petronas strinse un accordo con Carl Fogarty per fondare un team, il Foggy Petronas Racing, per correre nel mondiale Superbike. La moto, sviluppata quando il regolamento prevedeva un massimo di 900 cm³ per le moto a tre cilindri, si trovò in svantaggio rispetto alle altre moto, poiché nel 2003 le modifiche al regolamento avevano permesso una cilindrata massima di 1000 cm³, indipendentemente dal numero di cilindri.
La migliore stagione fu quella del 2004, in cui finì sul podio due volte con i piloti Troy Corser (che fece segnare due pole position) e Chris Walker. Alla fine del 2006, l'azienda malaysiana decise di terminare il progetto, concluso il contratto quinquennale con Fogarty, anche per problemi di sponsor.

## Caratteristiche tecniche
| Caratteristiche tecniche - Petronas FP1                               | Caratteristiche tecniche - Petronas FP1                                                       | Caratteristiche tecniche - Petronas FP1                                                       | Caratteristiche tecniche - Petronas FP1                                                       | Caratteristiche tecniche - Petronas FP1                                                       | Caratteristiche tecniche - Petronas FP1                                                       |
| Dimensioni e pesi                                                     | Dimensioni e pesi                                                                             | Dimensioni e pesi                                                                             | Dimensioni e pesi                                                                             | Dimensioni e pesi                                                                             | Dimensioni e pesi                                                                             |
| --------------------------------------------------------------------- | --------------------------------------------------------------------------------------------- | --------------------------------------------------------------------------------------------- | --------------------------------------------------------------------------------------------- | --------------------------------------------------------------------------------------------- | --------------------------------------------------------------------------------------------- |
| Ingombri (lungh.×largh.×alt.)                                         | 2050 × 680 × 1135 mm                                                                          | 2050 × 680 × 1135 mm                                                                          | 2050 × 680 × 1135 mm                                                                          | 2050 × 680 × 1135 mm                                                                          | 2050 × 680 × 1135 mm                                                                          |
| Altezze                                                               | Sella: 800 mm - Pedane: 420 mm                                                                | Sella: 800 mm - Pedane: 420 mm                                                                | Sella: 800 mm - Pedane: 420 mm                                                                | Sella: 800 mm - Pedane: 420 mm                                                                | Sella: 800 mm - Pedane: 420 mm                                                                |
| Interasse: 1420 mm                                                    | Interasse: 1420 mm                                                                            | Massa a vuoto: 181 kg                                                                         | Massa a vuoto: 181 kg                                                                         | Serbatoio: 23,5 l                                                                             | Serbatoio: 23,5 l                                                                             |
| Meccanica                                                             |                                                                                               |                                                                                               |                                                                                               |                                                                                               |                                                                                               |
| Tipo motore: 3 cilindri in linea a quattro tempi                      | Tipo motore: 3 cilindri in linea a quattro tempi                                              | Tipo motore: 3 cilindri in linea a quattro tempi                                              | Tipo motore: 3 cilindri in linea a quattro tempi                                              | Raffreddamento: a liquido                                                                     | Raffreddamento: a liquido                                                                     |
| Cilindrata                                                            | 899,5 cm³ (Alesaggio 88 × Corsa 49,3 mm)                                                      | 899,5 cm³ (Alesaggio 88 × Corsa 49,3 mm)                                                      | 899,5 cm³ (Alesaggio 88 × Corsa 49,3 mm)                                                      | 899,5 cm³ (Alesaggio 88 × Corsa 49,3 mm)                                                      | 899,5 cm³ (Alesaggio 88 × Corsa 49,3 mm)                                                      |
| Distribuzione: doppio albero a camme in testa, 4 valvole per cilindro | Distribuzione: doppio albero a camme in testa, 4 valvole per cilindro                         | Distribuzione: doppio albero a camme in testa, 4 valvole per cilindro                         | Alimentazione: Iniezione elettronica con corpi farfallati da 55 mm                            | Alimentazione: Iniezione elettronica con corpi farfallati da 55 mm                            | Alimentazione: Iniezione elettronica con corpi farfallati da 55 mm                            |
| Potenza: 129,1 CV (95 kW) a 10000 rpm                                 | Potenza: 129,1 CV (95 kW) a 10000 rpm                                                         | Coppia: 9,38 kg·m (92 N·m) a 9700 rpm                                                         | Coppia: 9,38 kg·m (92 N·m) a 9700 rpm                                                         | Rapporto di compressione: 14:1                                                                | Rapporto di compressione: 14:1                                                                |
| Frizione: a secco                                                     | Frizione: a secco                                                                             | Frizione: a secco                                                                             | Cambio: a 6 marce                                                                             | Cambio: a 6 marce                                                                             | Cambio: a 6 marce                                                                             |
| Ciclistica                                                            |                                                                                               |                                                                                               |                                                                                               |                                                                                               |                                                                                               |
| Sospensioni                                                           | Anteriore: forcella a steli rovesciati da 43 mm / Posteriore: con monoammortizzatore centrale | Anteriore: forcella a steli rovesciati da 43 mm / Posteriore: con monoammortizzatore centrale | Anteriore: forcella a steli rovesciati da 43 mm / Posteriore: con monoammortizzatore centrale | Anteriore: forcella a steli rovesciati da 43 mm / Posteriore: con monoammortizzatore centrale | Anteriore: forcella a steli rovesciati da 43 mm / Posteriore: con monoammortizzatore centrale |
| Freni                                                                 | Anteriore: doppio freno a disco da 320 mm / Posteriore: freno a disco da 220 mm               | Anteriore: doppio freno a disco da 320 mm / Posteriore: freno a disco da 220 mm               | Anteriore: doppio freno a disco da 320 mm / Posteriore: freno a disco da 220 mm               | Anteriore: doppio freno a disco da 320 mm / Posteriore: freno a disco da 220 mm               | Anteriore: doppio freno a disco da 320 mm / Posteriore: freno a disco da 220 mm               |
| Pneumatici                                                            | Anteriore 120/70 17" - Posteriore 190/50 17"                                                  | Anteriore 120/70 17" - Posteriore 190/50 17"                                                  | Anteriore 120/70 17" - Posteriore 190/50 17"                                                  | Anteriore 120/70 17" - Posteriore 190/50 17"                                                  | Anteriore 120/70 17" - Posteriore 190/50 17"                                                  |
| Fonte dei dati: motorsports @ Petronas                                |                                                                                               |                                                                                               |                                                                                               |                                                                                               |                                                                                               |